# Storyteller (album)
 (mars 2018).
Albums de Médine
Prose Élite
(2017) Grand Médine
(2020)
Singles
1. Venom
Sortie : 22 février 2018
2. Bataclan
Sortie : 12 mars 2018
3. PLMV
Sortie : 9 avril 2018

Storyteller est le 6e album studio du rappeur français Médine sorti le 13 avril 2018.

## Liste des pistes
| No  | Titre                                | Durée |
| --- | ------------------------------------ | ----- |
| 1.  | Bangerang                            |       |
| 2.  | Nature morte (feat. Sofiane)         |       |
| 3.  | Venom                                |       |
| 4.  | PLMV (feat. Kery James & Youssoupha) |       |
| 5.  | Tellement je t'm                     |       |
| 6.  | Normal Zup                           |       |
| 7.  | Clash Royal                          |       |
| 8.  | Madara (feat. Soolking)              |       |
| 9.  | Skit - Dream Bank                    |       |
| 10. | Bataclan                             |       |
| 11. | Enfant du destin (Ataï)              |       |
| 12. | Fin alternative                      |       |
| 13. | Skit - Limits                        |       |
| 14. | Bromance                             |       |
| 15. | Papeti (Ft. Massoud)                 |       |
| 16. | Storyteller                          |       |

## Clips
- 22 février 2018 : Venom
- 12 mars 2018 : Bataclan
- 9 avril 2018 : PLMV